# Boa noite, Cinderela (programa de televisão)
Boa noite, Cinderela foi um quadro do Programa Silvio Santos na década de 1970, exibido pela Rede Globo.
Ao longo do programa, o apresentador mostrava três meninas, sempre de famílias de baixa renda, cujas dificuldades eram exibidas em vídeos. As crianças revelavam a Silvio Santos seus desejos e, no fim do quadro, uma delas era escolhida para ser "coroada" princesa. Um ator vestido de príncipe entrava no palco, oferecendo à ganhadora uma coroa e sapatinhos de cristal, numa referência ao conto de Cinderela.
Mesmo depois de cancelado, o quadro manteve sua relevância. Foi citado no samba-enredo com que a escola de samba Tradição homenageou Silvio Santos, no Carnaval de 2001. Inspirou o quadro semelhante A Princesa e o Plebeu, apresentado por Gugu Liberato no programa Domingo Legal.
O nome do quadro passou a ser usado posteriormente para se referir também ao golpe em que uma vítima é drogada para depois ser roubada ou estuprada.